# 남동훈
남동훈(南東勳, 1984년 5월 1일 ~ )은 대한민국의 근대5종 선수이다.